# Love Generation
"Love Generation" é uma canção do DJ francês Bob Sinclar que conta com a participação de Gary Pine integrante da banda formada por Bob Marley, The Wailers. Foi lançado em 13 de outubro de 2005, sendo seu primeiro single lançado pela gravadora Yellow Productions. Fez sucesso nas pistas do mundo e também se tornou tema da Copa do Mundo de 2006, com uma nova versão do vídeo com cenas do mascote oficial.

## Faixas
- Download digital

1. "Love Generation" (Radio Edit)
2. "Love Generation" (Club Mix)
3. "Love Generation" (Full Intention Mix)
4. "Love Generation" (Full Intention Dub)
5. "Love Generation" (Ron Carroll Black Church Feeling)
6. "Love Generation" (Kenny Dope Gutta Remix)

- Download digital na Austrália e Nova Zelândia

1. "Love Generation" (Radio Edit)
2. "Love Generation" (Extended Club Version)